# Vorzeichenfunktion
Die Vorzeichenfunktion oder Signumfunktion (von lateinisch signum ‚Zeichen‘) ist in der Mathematik eine Funktion, die einer reellen oder komplexen Zahl ihr Vorzeichen zuordnet.

## Vorzeichenfunktion auf den reellen Zahlen

### Definition

Graph der Vorzeichenfunktion

Die reelle Vorzeichenfunktion bildet von der Menge der reellen Zahlen in die Menge {\displaystyle \{-1,0,1\}} ab und wird in der Regel wie folgt definiert:
{\displaystyle \operatorname {sgn}(x):={\begin{cases}+1,&\;{\text{falls}}\quad x>0,\\\;\;\,0,&\;{\text{falls}}\quad x=0,\\-1,&\;{\text{falls}}\quad x<0.\\\end{cases}}}
Sie ordnet also den positiven Zahlen den Wert +1, den negativen Zahlen den Wert −1 und der 0 den Wert 0 zu.
Anwendungsabhängig, beispielsweise in der Rechentechnik, verwendet man alternative Definitionen für 0. Diese wird dann den positiven ({\displaystyle \operatorname {sgn}(0)=1}), negativen ({\displaystyle \operatorname {sgn}(0)=-1}), beiden Zahlenbereichen entweder wahlweise ({\displaystyle \operatorname {sgn}(+0)=+1}, {\displaystyle \operatorname {sgn}(-0)=-1}), oder gleichzeitig ({\displaystyle \operatorname {sgn}(0)=\pm 1}), oder undefiniert ({\displaystyle \operatorname {sgn}(0)=\mathrm {undef} }) zugeordnet. Da die Null eine Nullmenge unter dem Lebesgue-Maß ist, ist dies für praktische Anwendungen oft nicht von Bedeutung. Unabhängig von der Definition der Vorzeichenfunktion (die variiert), wird in der Gleitkommadarstellung üblicherweise dem Vorzeichen ein Bit zugewiesen.
Für den Fall, dass {\displaystyle \operatorname {sgn}(0)=1} gesetzt wird, besteht folgender Zusammenhang zur Heaviside-Funktion {\displaystyle \Theta (x)}:
{\displaystyle \operatorname {sgn}(x)=2\Theta (x)-1}

### Rechenregeln
Durch Fallunterscheidung ist leicht beweisbar:
- Für alle {\displaystyle x\in \mathbb {R} } mit Betrag {\displaystyle |x|} gilt {\displaystyle x=|x|\cdot \operatorname {sgn}(x)\;{\text{sowie}}\;x\cdot \operatorname {sgn}(x)=|x|}.

- Die Signumfunktion ist eine ungerade Funktion:

{\displaystyle \operatorname {sgn}(-x)=-\operatorname {sgn}(x)} für alle {\displaystyle x\in \mathbb {R} }.
- Ist {\displaystyle k\in \mathbb {R} } eine Konstante und {\displaystyle f} eine ungerade Funktion, so ist

{\displaystyle f(k\cdot x)\quad =f(\operatorname {sgn}(k)\cdot |k|\cdot x)\quad =\operatorname {sgn}(k)\cdot f(|k|\cdot x)}
- Für {\displaystyle x\neq 0} ist der Übergang zur reziproken Zahl mit der Signumfunktion verträglich und ändert nichts an deren Wert:

{\displaystyle \operatorname {sgn}(x^{-1})=(\operatorname {sgn}(x))^{-1}=\operatorname {sgn}(x)} für alle {\displaystyle 0\neq x\in \mathbb {R} }.
- Die Signumfunktion ist mit der Multiplikation verträglich:

{\displaystyle \operatorname {sgn}(x)\cdot \operatorname {sgn}(y)=\operatorname {sgn}(x\cdot y)} für alle {\displaystyle x,y\in \mathbb {R} }.
- Die Signumfunktion ist idempotent:

{\displaystyle \operatorname {sgn}(\operatorname {sgn}(x))=\operatorname {sgn}(x)} für alle {\displaystyle x\in \mathbb {R} }.
Aus den beiden letztgenannten Rechenregeln folgt beispielsweise, dass sich die in einem aus beliebig vielen Faktoren zusammengesetzten Argument der Signumfunktion ein Faktor {\displaystyle x_{j}} durch {\displaystyle \operatorname {sgn}(x_{j})} ersetzen lässt, ohne den Funktionswert zu ändern:
{\displaystyle \operatorname {sgn} {\bigg (}x_{j}\cdot \prod _{i}x_{i}{\bigg )}=\operatorname {sgn} {\bigg (}\operatorname {sgn}(x_{j})\cdot \prod _{i}x_{i}{\bigg )}} für beliebige {\displaystyle x_{i},x_{j}\in \mathbb {R} }.

### Ableitung und Integral

Die Vorzeichenfunktion ist an der Stelle 0 nicht stetig.

Die Vorzeichenfunktion ist an der Stelle {\displaystyle x=0} nicht stetig und damit dort nicht klassisch differenzierbar. Für alle anderen Stellen {\displaystyle x\neq 0} ist die Vorzeichenfunktion differenzierbar mit {\displaystyle \operatorname {sgn} ^{\prime }(x)=0}. Die Vorzeichenfunktion besitzt auch keine schwache Ableitung. Allerdings ist sie im Sinne von Distributionen differenzierbar, und ihre Ableitung ist {\displaystyle 2\delta }, wobei {\displaystyle \delta } die Delta-Distribution bezeichnet.
Ferner gilt für alle {\displaystyle x\in \mathbb {R} }
{\displaystyle |x|=\int _{0}^{x}\operatorname {sgn}(t)\,\mathrm {d} t\,.}
Die Vorzeichenfunktion ist darüber hinaus die schwache Ableitung der Betragsfunktion.

## Vorzeichenfunktion auf den komplexen Zahlen

### Definition

Signum von vier komplexen Zahlen

Im Vergleich zur Vorzeichenfunktion reeller Zahlen wird nur selten die folgende Erweiterung auf komplexe Zahlen betrachtet:
{\displaystyle \operatorname {sgn}(z):={\begin{cases}{\frac {z}{|z|}}&\;{\text{falls}}\quad z\neq 0\\0&\;{\text{falls}}\quad z=0\\\end{cases}}}
Das Ergebnis dieser Funktion liegt für {\displaystyle z\neq 0} auf dem Einheitskreis und besitzt dasselbe Argument wie der Ausgangswert, insbesondere gilt
{\displaystyle \operatorname {sgn} \left(r\mathrm {e} ^{\mathrm {i} \varphi }\right)=\mathrm {e} ^{\mathrm {i} \varphi },\qquad \mathrm {falls} \ r>0.}
Beispiel: {\displaystyle z_{1}=2+2\mathrm {i} } (im Bild rot)
{\displaystyle \operatorname {sgn} (z_{1})=\operatorname {sgn} (2+2\mathrm {i} )={\frac {2+2\mathrm {i} }{\left|2+2\mathrm {i} \right|}}={\frac {2+2\mathrm {i} }{2{\sqrt {2}}}}={\frac {1+\mathrm {i} }{\sqrt {2}}}={\frac {\sqrt {2}}{2}}+{\frac {\sqrt {2}}{2}}{\mathrm {i} }.}

### Rechenregeln
Für die komplexe Vorzeichenfunktion gelten die folgenden Rechenregeln:
Für alle komplexen Zahlen  {\displaystyle z} und {\displaystyle w} gilt:
- {\displaystyle z=|z|\cdot \operatorname {sgn} z} für alle {\displaystyle z,} wobei {\displaystyle |z|} den Betrag von {\displaystyle z} bezeichnet;
- {\displaystyle \operatorname {sgn} ({\bar {z}})={\overline {\operatorname {sgn} (z)}}}, wobei der Querstrich die komplexe Konjugation bezeichnet;
- {\displaystyle \operatorname {sgn}(z\cdot w)=\operatorname {sgn} z\cdot \operatorname {sgn} w}, insbesondere
  - {\displaystyle \operatorname {sgn}(\lambda \cdot z)=\operatorname {sgn} z} für positive reelle {\displaystyle \lambda },
  - {\displaystyle \operatorname {sgn}(\lambda \cdot z)=-\operatorname {sgn} z} für negative reelle {\displaystyle \lambda },
  - {\displaystyle \operatorname {sgn} (-z)=-\operatorname {sgn} (z)};
- {\displaystyle \operatorname {sgn} (|z|)=|\operatorname {sgn} (z)|={\begin{cases}1&\;{\text{falls}}\quad z\neq 0\\0&\;{\text{falls}}\quad z=0\\\end{cases}}}.
- Falls {\displaystyle z\neq 0} ist, gilt auch

{\displaystyle \operatorname {sgn} (z^{-1})=\operatorname {sgn} (z)^{-1}={\overline {\operatorname {sgn} (z)}}}.